# 热变形菌目
热变形菌目（学名：Thermoproteales）为热变形菌纲的一个目。此目的模式属为热变形菌属(Thermoproteus)。

## 下级分类
- 热丝菌科 Thermofilaceae Burggraf et al., 1997
- 热变形菌科 Thermoproteaceae Zillig and Stetter, 1982